# 小花のん
小花 のん（おはな のん、2001年6月28日 - ）は、日本のAV女優。大分県出身。C-more ENTERTAINMENT所属。

## 来歴
2021年10月7日、アダルトビデオメーカー・SODクリエイトのレーベル「キミホレ（KMHR）」よりAVデビュー。元々AVに抵抗がなく性欲もつよいこと、M気質であるためオナニーしていても責めてくれる相手がいないと寂しいこと、学費の足しになることをデビューの理由として挙げている。
FANZAレンタルフロアにおいてデビュー作『「キスだけでびしょびしょなっちゃう…♡」たぬき顔でえっちぃからだのほんわかおっとり声優の卵 AV debut 小花のん』が2022年2月14日週、ウィークリーランキング1位を記録。
また、同レンタルフロアにおいて『初めて出来た彼女を脱がしたら… 着衣から想像できない物凄い色白美巨乳 大興奮の僕は性欲尽きるまでハメまくった 小花のん』が2022年5月23日週、5月30日週、6月6日週と3週連続でウィークリーランキング1位を記録。月刊FANZA発表「このAV女優がすごい!2022夏」女優編7位。
2022年10月3日週FANZAレンタルフロアランキングにおいて『色白美巨乳の癒し系愛人と言いなり温泉不倫 のぼせるほど貪り合う激情中出しセックス 小花のん』が1位を獲得。2023年1月度、FANZA通販フロア月間AV女優ランキング2位。
2023年5月に発表されたアサヒ芸能「2023現役AV女優SEXY総選挙」第19位。2022年はVR作品を含め100本以上、2023年に入ってからも集計時点で50本に出演する活躍ぶりでジャンプアップした。FANZA発表・2023年上半期AV女優ランキング3位。
2023年12月よりマドンナ専属女優となり、熟女女優に転向。FANZA発表の2023年年間AV女優ランキングでは7位を記録。
2024年4月発売『アサヒ芸能』発表「2024年現役AV女優セクシー総選挙」において、総合8位（東京6位、大阪9位）と初のトップ10入りを果たす。
同年4月3日には東京・三軒茶屋グレープフルーツムーンで開催された音楽イベント「月で逢いましょう vol.90 ニューカマースペシャル」に出演。絢香の「にじいろ」やSuperflyの「Beautiful」などを歌唱した。
同年8月26日週FANZA動画フロアランキングにて、出演した『累計6万DL越え!! 究極の逆3Pハーレム同人を全編丸ごと忠実実写化!! 原作:サークルしまぱん 巨乳が2人いないと勃起しない夫のために友達を連れてきた妻 おまけの職場コスFUCKエピソードも特別追加!!』（マドンナ）が10位に急上昇した。

## 人物
大分県出身。趣味はクラシック音楽鑑賞、歌うこと、ソシャゲ。特技はクラシックバレエ(8年)。
『月刊FANZA』2023年4月号では、釣り鐘型の美巨乳 + 押しに弱そうな雰囲気 + 実は和風のモテ顔と、強力な男殺しアイテムを持つ女優と紹介された。

## 作品

### アダルトDVD / BD
- 「キスだけでびしょびしょなっちゃう…♡」たぬき顔でえっちぃからだのほんわかおっとり声優の卵 AV debut 小花のん（10月7日、KMHRS-055、SODクリエイト）
- キスで濡れちゃう即濡れマンに即ズボ激ピスSEEEEEEX! 笑顔が絶えないふわふわ女子が絶頂顔でイキまくり! 小花のん（11月11日、KMHRS-056、SODクリエイト）
- 色白Fカップ声優学生。顔面から脇の下、足の指まで余すことなく舐めつくした合計2日間 小花のん（12月23日、SDMU-970、SODクリエイト）

- 中毒的卑猥ボディ 声優志望の乳デカ学生と一日中ずっと生ハメ性交 のん20歳 小花のん（1月27日、SDMU-973、SODクリエイト）
- ノーブラノーパンで挑発してくるスケベ奥さんが隣に引っ越してきた! 小花のん（2月1日、GVH-356、グローリークエスト）
- 爆揺れ神級Fカップの制服バイト娘 絶倫店長のデカチンで、子宮激突きの大絶頂 小花のん（2月8日、APAK-216、オーロラプロジェクト・アネックス）
- 初めて出来た彼女を脱がしたら… 着衣から想像できない物凄い色白美巨乳 大興奮の僕は性欲尽きるまでハメまくった 小花のん（2月15日、EBOD-893、E-BODY）[18]
- クビレ超美巨乳 Boin「小花のん」Box 敏感乳首をフェチ責め! 柔らかで激揺れする乳を堪能する!（2月15日、BOBB-333、ABC/妄想族）
- 顔出し解禁!! マジックミラー便 一流百貨店に勤務する清楚で品格漂う美容部員さん 初めての公開ディープキス編 vol.04（ 2月15日、DVDMS-773、DEEP'S）
- 飛び込みセールス枕営業 押しに弱いセールスレディ 小花のん（2月22日、APNS-277、オーロラプロジェクト・アネックス）
- 【教師としてあってはならない、純愛。】男子生徒の情熱に負けた私は一晩だけと自分に言い聞かせながら何度も体を重ねてしまいました…。 小花のん（3月1日、CAWD-352、Kawaii*）
- 声優志望の敏感ボディを絶頂させる淫語強要中出しレッスン 小花のん（3月1日、JUFE-373、Fitch）
- タンポポみたいに飛んでいきそうなくらい軽いふわふわま○こちゃん（いろじろ） と美乳揉み放題カラオケセクパ（3月1日、COGM-011、こぐま/妄想族）
- ファビュラスボイン姉妹 W最高級エステ 小花のん 木下彩芽（3月1日、YMDD-267、桃太郎映像出版）
- ～コトワレナイFカップ女教師を淫乱マゾに堕としてやる～ 絶倫先生たちの乱交サークルに捕まった巨乳女教師の絶頂指導を密着撮り 小花のん教諭（3月8日、APAK-219、オーロラプロジェクト・アネックス）
- 夫には言えない、深夜1:00の密会ー。 ～私、イケナイ場所で知らない男に毎晩中出しされています～ 小花のん（3月8日、JUL-898、マドンナ）
- 看護師限定 童貞くんを赤面筆おろし… のはずが実は絶倫AV男優 失禁・痙攣お構いなし何度イっても止まらない激ピストンでイカせる!【マジックミラー号25周年記念作品】（3月10日、SDMM-108、SODクリエイト）
- ＃俺のカノジョ ＃これがこう ～見つめて感じるエッチなおんなのこの素顔～（4月5日、YMDD-269、桃太郎映像出版）
- おのぼりchan Vol.001（4月19日、SREX-007、素人まっちんぐEX/妄想族）
- バブみあるのんママは僕がただ生きてるだけでえらいえらいして褒めてくれるので、オギャって甘えて赤ちゃん返りSEX 小花のん（5月10日、BABM-011、かぐや姫Pt/妄想族）
- 僕のことを毎日イジメてくる幼馴染の巨乳お姉さんと裏ではこっそりパイズリ中出しSEX! 小花のん（5月24日、HMN-178、本中）
- 縛り拷問覚醒 狙われた美人令嬢 小花のん（5月24日、BDA-159、バミューダ/妄想族）
- 思い出しオナニーのおかずのために誰でもいいから即セクできるチ○ポが欲しくて 週5で違う男を探してしまう美白美乳Fカップ新婚妻どエロすぎたので、AV出演決定 のぞみ（6月7日、NNPJ-515、ナンパJAPAN）
- 隣の変態大家におっぱいを揉まれ毎日犯されてます 小花のん（6月14日、URKK-060、unfinished）
- 色白美巨乳の癒し系愛人と言いなり温泉不倫 のぼせるほど貪り合う激情中出しセックス 小花のん（6月21日、EBOD-919、E-BODY）[19]
- お姉ちゃんのやわらか～いおっぱい ボインと癒しオーラでボクの甘えん棒を包み込んでくれるチ○ポがトロけるほど気持ちいい甘とろレクチャーSEX 小花のん（6月21日、MVSD-514、エムズビデオグループ）
- 残酷ミラーゲームに負けるとエロ罰ゲーム あじわった事のないデカチンで清楚な若妻達が隣に旦那がいる状態でもおかまいなしで中出しSEX! なんとオカワリしてきた若妻も!! 7（6月21日、HJMO-499、はじめ企画）
- 執拗にじゅぼじゅぼ! 粘着にぐちゅぐちょ! おち○ぽ全体をねっと～りシャブり尽くす美人上司 小花のん（6月28日、DASS-025、ダスッ!）
- いつでも好きなタイミングで誰とでもエッチ出来ちゃうカワイイ巨乳女子大生だらけのシェアハウスに入居したボクは受験勉強そっちのけでヤったりヤラれたりで夢のヤリチン生活 3（6月28日、HUNTB-296、Hunter）
- ヤレる人妻回春マッサージ 33 中出し交渉盗撮（7月5日、CLUB-683、変態紳士倶楽部）
- 小悪魔淫語で責めるおしっこ痴女 小花のん（7月7日、NEO-781、RADIX）
- ナチュラルハイ夏スペシャル 街中リモバイ羞恥 人混みの中で遠隔責めされ公然イキする敏感娘（7月7日、NHDTB-684、ナチュラルハイ）
- 敏感(恥)巨乳痴漢2022 全裸で踊らされたダンス部J〇(推定Hカップ)/エロコス姿で生徒達にぶっかけられた女教師(推定Fカップ)（7月11日、SHN-078、ナチュラルハイ）
- 保健室登校の僕は校内イチの美女・小花先生と授業中も放課後も中出しSEXに溺れている…。（7月12日、JUQ-027、マドンナ）
- 最高のオンナと1日中交わる。即ハメ汗だく種付けプレス＆追撃ピストンで孕ませ中出しFuck 小花のん（7月12日、TPPN-230、TEPPAN）
- 【鬼焦らし】射精の瞬間にチ○ポ放置されザーメンお漏らしする‘ルーインドオーガズム’で賢者タイムにもさせてもらえず何度も何度も暴発射精させられる僕【計28発】（7月12日、DVAJ-582、アリスJAPAN）
- アナタの赤ちゃんがほしいから…子種ちょうだい? 旦那に妊娠中と嘘をついて大好きな不倫上司と中出し残業しまくる巨乳人妻部下 小花のん（7月19日、MIAA-678、MOODYZ）
- 私、実は夫の上司に犯され続けてます… 小花のん（7月19日、MEYD-772、溜池ゴロー）
- オマ×コメッタ刺し 肉便器営業 肉棒接待 巨乳グラドルの闇 小花のん（7月19日、DDFF-022、ドグマ）
- 「あざとくて何が悪いの?」 脳トロ甘サド美少女たちと朝までホテルで巨乳密着爆ヌキハーレム 小花のん 横宮七海（7月19日、EBOD-926、E-BODY）
- 受精宿 子種に飢えた民宿の巨乳姉妹と逆3P種付け性交 小花のん 唯奈みつき（7月19日、JUFE-409、Fitch）
- エゲツない大☆絶☆頂SPECIAL!!!（※ほぼノーカットVersion） のんちゃん（7月19日、BLK-598、kira☆kira）
- 可愛い顔してデカ尻!! 小花のん（7月20日、MMKZ-115、MARRION）
- 唾液ダラダラ接吻痴漢 男を虜にするほどシャブり舐めつくす痴女従業員 2（7月21日、NHDTB-690、ナチュラルハイ）
- スレンダー巨乳の彼女が俺の親父に寝取られ種付けプレスされていた。小花のん（7月26日、DASS-035、ダスッ!）
- チ○ポと脳みそがとろける程の密着囁き耳舐め淫語で中出し誘惑してくる巨乳女上司 小花のん（7月26日、HMN-224、本中）
- 洗脳潜入捜査官 小花のん（7月26日、BDA-164、バミューダ/妄想族）
- サンドイッチアナル舐め3P! えっ? 上司2人がレズ? 女上司2人がアナル舐め合いで悶えイキ! その秘密を目撃してしまったボクも巻き込まれ…（7月26日、HUNTB-320、Hunter）
- 野外緊縛 露出調教される女社長 奇縄 第十四章 小花のん（8月1日、TAD-037、バミューダ）
- あざとい細身巨乳で挟射されたい… 甘い声と母性と優しさに抱きしめられる最高に心地よい天下一品パイズリspecial 小花のん（8月2日、CAWD-414、kawaii*）
- 幼い頃から成長を見守ってきた美少女を中年オヤジがネットリ犯す数日間の記録。小花のん（8月2日、RBK-056、アタッカーズ）
- 【悲報】トロトロ神乳オッパイ女さん 変態彼氏の要望で見知らぬ男にマ○コプレゼント（8月2日、COGM-024、こぐま/妄想族）
- Fカップ美女セラピストがとっろとろぉにナカから施術してくれる至極のメスイキエステ 小花のん（8月9日、TYSF-020、ROYAL）
- 寮内の女子とならいくらでもヤリまくり! ヤリモク独身寮! 2 『おかえりなさい。いつエッチする？」「とりあえず今エッチしようよ!!」（8月9日、HUNTB-330、Hunter）
- 彼女のお姉さんは巨乳と中出しOKで僕を誘惑 小花のん（8月16日、PPPE-068、OPPAI）
- 本番なしのマットヘルスに行って出てきたのは隣家の高慢な美人妻。弱みを握った僕は本番も中出しも強要! 店外でも言いなりの性奴隷にした 小花のん（8月16日、MEYD-781、溜池ゴロー）
- 黒パンストデカ尻CAの固定ディルド当てゲーム 利き竿イッポン勝負! 見事当てたら賞金100万円! 外せばその場でデカチン即ハメ! ディルドでイッた直後の敏感マ●コに彼氏より大きいチ●ポでハメられイキまくった客室乗務員は中出しも拒めないのか!?（8月16日、HJMO-507、はじめ企画）
- この後、先生の家に来なさい。震える巨乳を滅多打ちに体液どろどろ調教 小花のん（8月23日、DASS-049、ダスッ!）
- 絶倫巨根宅に何発でも中出しOKの小説家の美巨乳妻を派遣します。小花のん（8月23日、HMN-243、本中）
- 全身性感帯。軟体でむっちり肉感がたまらない! ふわふわ巨乳のバレエ講師 のんちゃん Fカップ（8月25日、WAWA-003、hawaii）
- ナチュラルハイ夏スペシャル 敏感（恥）巨乳痴漢 2022 完全版 10人全員SEX 乳首吸いVer. 2枚組8時間（8月25日、NHDTB-701、ナチュラルハイ）
- 朝から晩まで中出しセックス 46 小花のん（9月8日、IENF-233、アイエナジー）
- 満員電車で前後を挟まれ羽交い絞め 乳首開発される巨乳美女 小花のん（9月8日、DRPT-026、電脳ラスプーチン）
- 逆バニー淫乱女教師 学園中の問題児達をタネ搾り追撃ピストン 5本番13射精!! 小花のん（9月13日、DASS-060、ダスッ!）
- 最低10発はヌクッ!! 巨乳を震わせながらイキまくる何発でも中出しOKの巨乳媚薬サロン 小花のん（9月13日、URKK-067、unfinished）
- 素人娘の全裸図鑑 26 今時の女の子12名が恥らいながら脱衣していく様子をじっくり撮影した、変態紳士のためのヘアヌードコレクション（9月13日、KAGP-249、かぐや姫Pt/妄想族）
- 金粉野外露出 小花のん（9月15日、BUG-031、バミューダ）
- 超高級中出し専門ソープ 小花のん（9月20日、MIAA-712、MOODYZ）
- え、こんな場所で挟み撃ち!? 声が出せない状況で強制射精・男潮吹きパパ活Wデート 小花のん 川北メイサ（9月20日、PPPE-078、OPPAI）
- 家事の見返りは姉の巨乳を揉み放題。ちょっと胸を揉ませてやれば家事をやってくれる弟。正直チョロいと思っていた。 小花のん（9月27日、ROYD-104、ROYAL）
- 恥辱の教室 舐め好き鼻フック女教師 小花のん（9月27日、BDA-166、バミューダ/妄想族）
- 彼女にセフレがいるのがバレちゃったボク… 10発抜いたほうが本命彼女の射精させまくりスワッピング! 彼女とセフレのセクテク競い合い中出しハーレム逆3P 小花のん さつき芽衣（9月27日、HMN-265、本中）
- 「この大きいオチ○チン本当に気持ち良い!」 彼女には大き過ぎて入らなかったデカチンをむしろ喜んで受け入れイキまくる淫乱義母! 2（9月27日、HUNTB-365、Hunter）
- 図書館で声も出せず糸引くほど愛液が溢れ出す敏感娘27 汗だくピストン2枚組中出しSP（10月6日、NHDTB-712、ナチュラルハイ）
- チ○ポ狂いのドスケベ肉感ボディ奥様 VI 小花のん（10月11日、NITR-528、クリスタル映像）
- 「ねぇ～ここで挿れてもいい?」 超真面目でタヌキたれ目の地味メガネ義姉が実は小悪魔! ロングスカートの中でこっそり即生ハメ要求! 両親の目の前でバレずにドキドキこっそり連続イキ! 小花のん（10月11日、TYSF-026、ROYAL）
- 愛欲溢れる濃密レズビアン同棲生活 ～巨乳に埋もれキスに溺れる求愛オーガズム性交～ 小花のん 斎藤あみり（10月11日、BBAN-393、ビビアン）
- おじさんとの体液交換キスにハマった けしからんおっぱいの制服美少女 小花のん（10月18日、MUDR-206、無垢）
- 友達と行った温泉宿で不倫中の巨乳上司と部下を発見。混浴温泉に呼び出して何度も何度も中出しした。 小花のん（10月18日、HMN-272、本中）
- 優しくて美人でいやらしい息子の嫁 小花のん（11月1日、JJDA-035、熟女大学/熟女卍）
- AVを大音量で観ていたら隣家の美人妻がクレームを言いにきたのでフル勃起したデカチンを見せつけると欲情していたので 留守番してる旦那に奥さんの絶頂ボイスを聞かせてあげた件 11（11月1日、CLUB-692、変態紳士倶楽部）
- 向かいに住んでる巨乳お姉さんがフロントホックブラで誘惑してくる 小花のん（11月8日、DVAJ-599、アリスJAPAN）
- 残業中、仕事でミスしたら強●顔騎で圧迫してくる欲求不満女上司! ボクと女上司の誰にも言えない関係! それは… 残業中にパンスト越し顔騎で詰められていること!（11月8日、HUNTB-404、Hunter）
- レズ乱交も当たり前! 去年まで女子校だった学校に入学したら女子だらけで男はボク1人! ヤリマン四天王にチ○ポの先が渇く暇がないほどヤラれまくり!（11月8日、HUNTB-407、Hunter）
- CA飛行機痴漢 8  豪華版 乳首開発中出しスペシャル（11月10日、NHDTB-720、ナチュラルハイ）
- 結婚前夜。初恋相手だった元カノの巨乳誘惑に耐えきれず… 挙式の時間を迎えても浮気中出しが止められないラブホ密会 小花のん（11月15日、PPPE-087、OPPAI）
- 素人なのにディルドオナニーで激しく感じちゃう一般人娘 10（11月15日、KAGP-261、かぐや姫Pt/妄想族）
- 木馬拷問 02 股を裂かれた12人の女（11月17日、PHD-034、バミューダ）
- 「えっ! 私で童貞捨てたいの?」というわけで、全裸でブラコンの義姉にお願いしてみたら… 彼氏がいるからおっぱいだけ!とパイズリでしか抜いてくれなかったのに、結局絶倫早漏チ●ポに発情して筆おろし中出し1日10発させられた僕 小花のん（11月22日、HMN-294、本中）
- オナニー盗撮をネタに肉便器にさせるはずが、逆に僕を性処理ペットにして筆下ろしした巨乳上司の甘い罠 小花のん（11月22日、ROYD-110、ROYAL）
- 小花のんで、ヌキまくりの404分!（11月22日、APAE-079、オーロラプロジェクト・アネックス）※単体ベスト
- 学校でバイブをパンツ固定されたまま長時間拘束放置され我慢し続けるが追い打ち媚薬でイキ崩れたガンギマリ女子○生 2（11月23日、NHDTB-724、ナチュラルハイ）
- 揺れる巨乳で無意識エロ挑発する兄貴の彼女に股間がパンパン過ぎてどうしてもヤリたい僕は… 小花のん（12月8日、HBAD-642、ヒビノ）
- 精飲人形 フェラチオ大好き色白巨乳ちゃんと着せ替え露出デート（12月8日、SUN-072、SUN）
- 私が寝取ってるつもりが逆に息子に追いかけ回され強制NTRされてます 小花のん（12月13日、TYSF-031、ROYAL）
- 助けたウサギが恩返しにやって来た! 爆乳逆バニー 小花のん（12月20日、PPPE-090、OPPAI）[20]
- 先輩の自慢の色白美巨乳彼女に3日間ずっと生ハメしまくって何度も中出しした (実話) 小花のん（12月20日、DVDMS-898、DEEP'S）
- 「本当に童貞なの…?」 家事代行のパートさんに童貞のフリして お願いしまくり母性本能をくすぐる方向でなんだかんだ人妻とタダマンしまくっている鬼畜ヤリチンバイト君の盗撮NTR素材5 小花のん（12月20日、KAM-121、カルマ）
- クラスのマドンナ的存在だった妻の同級生2人に前から! 後ろから! 挟まれてノリノリで痴女られる!! 囁き淫語ハーレム中出し 小花のん 弥生みづき（12月20日、MIAA-747、MOODYZ）
- おっぱい道 小花のん（12月22日、WO-009、WildOne）
- アナルのシワの数までハッキリわかる ノーモザイク連続絶頂アナル見せオナニー 13（12月22日、IENF-246、アイエナジー）
- もちぷるオッパイで男をイカせまくる全裸バニーのパイズリ泡々ソープランド 小花のん 田中ねね 美園和花（12月27日、MKMP-497、Million）[21]

- 「うち近いからシャワー浴びてく?」 終電なくなり同僚女子社員の部屋に…  無防備すぎるおっぱいと生脚に興奮した僕はチラつく妻の存在が吹き飛ぶほど一晩中モウレツにハメ狂った… 小花のん（1月3日、CAWD-436、kawaii*）
- 初めて彼女が出来たばかりなのに… 母親変わりの隣人巨乳お姉さんのおっぱい誘惑に負けて来る日も来る日も寝取られる!! 小花のん（1月3日、MIAA-757、MOODYZ）
- 連れ子の巨乳J●を媚薬漬けでイカせまくり 涎ドロドロ潮ビシャビシャ体液まみれキメセク中出しし続けた7日間 小花のん（1月3日、WAAA-231、ワンズファクトリー）
- 素人娘の全裸図鑑 28  今時の女の子12名が恥らいながら脱衣していく様子をじっくり撮影した、変態紳士のためのヘアヌードコレクション（1月3日、KAGP-267、かぐや姫Pt/妄想族）
- 中出し孕ませ新婚生活 小花のん（1月10日、MKMP-502、Million）
- 全日本ねとられ大賞受賞作品 べろキス接吻NTR マジメな妻が受験生に告白され仕方なくキスを許したら徐々に徐々に舌を入れられ べろを絡まされ乳房を揉まれ性器を触られ… 最終的にはフル勃起の巨根で身も心も寝盗られてしまった… 的な話です 小花のん（1月10日、NGOD-186、JET映像）
- バレたら家庭崩壊! 妻のお姉さんのイジワル囁き淫語 & カウントダウン調教の誘惑コンボで10発も抜かれたボク… 小花のん（1月17日、MIAA-776、MOODYZ）
- スペンス乳腺開発クリニック 小花のん（1月17日、PPPE-093、OPPAI）
- パパ活美少女はちくび責めと全身ペロペロ愛撫が大好物!! 小花のん（2月5日、NACR-629、プラネットプラス/七狗留）
- 彼女が社員研修で不在中、ずっと忘れられなかった元カノと狂ったようにハメまくった3日間 小花のん（2月7日、CAWD-445、kawaii*）
- 深夜のナースコールNTR 患者たちに白衣を脱がされて声も出せない真夜中の院内で中出しされ続ける巨乳彼女 小花のん（2月7日、MIAA-756、MOODYZ）
- シロウト観察 モニタリング～マシュマロおっぱい小花のんが淫語接客! 全てを包み飲み込む天使のおねだり! ～ ショップ編 & カーセックス編（2月7日、YMDD-310、桃太郎映像出版）
- 究極スライム爆乳でアナタのチ○ポを挟み撃ち! SEXモンスター女子たちのハーレムを体験せよ!!!（2月7日、MMB-443、桃太郎映像出版）
- 360度おっぱい天国!! ボクだけを愛してくれてたくさんイカせてくれる 夢の一夫多パイ新婚性活 小花のん 吉根ゆりあ 宝田もなみ（2月14日、MKMP-505、Million）
- セクハラママさんバレー! 5 ハイレグブルマ姿の人妻12人が挑む過酷なエロトレーニング（2月14日、かぐや姫Pt/妄想族）
- 寝取られ子作り旅行 僕と妻の赤ちゃんを授かるために排卵日を狙って来たら、男子大学生たちに妻が寝取られて中出しされまくった 小花のん（2月21日、MRSS-142、ミセスの素顔/エマニエル）
- 完全着衣 ハイレグコスプレFUCK 小花のん（2月21日、MIBB-015、Susam）
- W逆バニー痴女と逆3P中出しハーレムSEX 穂花あいり 小花のん（2月21日、MIAA-769、MOODYZ）
- 田舎に出戻った巨乳姉と近親相姦濃密性交 小花のん（2月24日、T28-637、TMA）
- イイオンナたちに、抱かれたい―。 上から…下から… 前から… 後ろから… 全方向から責めまくる超立体型ハーレム逆5P マドンナ × 痴女特化 その名も『アチージョ』爆誕!!（2月28日、ACHJ-002、マドンナ/ACHIJO）
- ふわとろ巨乳のバブみある年下義母に死ぬほど甘やかされ、オギャり射精を繰り返したボク。 小花のん（2月28日、DASS-106、ダスッ!）
- ヤリマンワゴンが行く!! ハプニング ア ゴーゴー!! 小花のんとリズの珍道中 いやらしクイーンの止まらない性衝動! 柔肌ズブ濡れ膣の悦び汗だくカーセックス（3月7日、YMDD-312、桃太郎映像出版）
- 明るい笑顔! たぷたぷの胸! ヌキあり! で下半身を癒してくれる銭湯の看板娘 小花のん 抜きまくり11発射精SP（3月9日、SDDE-693、SODクリエイト）
- 巨乳トレーナーの汗だくフルオート杭打ちで1度も腰を動かさず何度も射精してしまったボク 小花のん（3月14日、DASS-113、ダスッ!）
- 会社の飲み会で終電を逃した美人巨乳後輩OL2人が始発まで僕の家に泊まりに! 酔った勢いで挑発されフル勃起した僕のチ○ポを見て、朝まで何回も中出しセックスさせられまくった! 百瀬りこ 小花のん（3月14日、URKK-077、unfinished）
- 全身ぬるぬるの快楽で男を責め続ける!! 性欲を最大限まで満たす超高級マットヘルス（3月14日、MDBK-283、BAZOOKA）
- 監禁され縛られた令嬢たち…（3月16日、KUD-021、バミューダ）
- 完全着衣 ハイレグコスプレFUCK Wキャスト 希代あみ 小花のん（3月21日、MIBB-016、ミル）
- 妻がいる至近距離で平然とマッサージしながらこっそりチ○ポを挿入し腰振り騎乗位で中出しまでさせるエステティシャン 7（3月23日、NHDTB-752、ナチュラルハイ）
- 人妻野外露出（3月24日、WALU-004、ワルハラ）
- 潜入捜査官 媚薬快楽堕ちに抵抗する気高き女 小花のん（3月28日、DASS-128、ダスッ!）
- 色白巨乳 癒やしの柔らか極上おっぱい（3月28日、DOA-038、ブラックドッグ/妄想族）
- ふわふわマシュマロFカップ 小花のん 全部中出し8時間初BEST（3月28日、HNDB-233、本中）※単体ベスト
- この子ヤバイ!! ピンク乳首の色白美人が巨乳で巨尻で可愛くて。 小花のん（4月4日、SQTE-467、S-Cute）
- どこでもおしっこ! 素人娘の大放尿30人 スロー再生でじっくり鑑賞できるマニア向け映像 7（4月4日、KAGP275、かぐや姫Pt/妄想族）
- 逆バニーchan! 悩殺凄テク美少女 小花のん（4月5日、NACR-656、プラネットプラス/七狗留）
- もう死んだってかまわない! 開始30秒で即ハーレムしちゃってます! 常にハーレム状態シェアハウス! とにかくエッチな巨乳女子大生ばかりが住んでるシェアハウスに入居したら毎日24時間いつでもドコでもヤラレまくり! ヤリまくり! 中出ししまくり! されまくり! 引っ越した先は中出し天国だった!（4月11日、HUNTB-571、Hunter）
- ある日突然、淡い恋を抱いていた憧れの巨乳女教師が僕の義理姉になって、おっぱいポロリチラリの無自覚な同居生活にガマンできない!! 小花のん（4月18日、MIAA-782、MOODYZ）
- デリヘルを呼んだら友達が来たんだが 実写版 FANZA同人で3万超DL数コミックを初映像化!! 小花のん（4月18日、EBOD-975、E-BODY）[22]
- 絶品パイズリが売りのデリヘル嬢になったFカップ巨乳の幼馴染と3日間発射無制限の同棲生活 小花のん（4月18日、PPPE-107、OPPAI）
- カップル個室エステで彼女が起きている間はスローピストンで寝たら高速爆打ちピストンの変速ギアチェンジで ロングスカートの中、平然とチ●ポを挿入し抜かずの中出しで誘惑する美人巨乳エステティシャン 小花のん（4月18日、HMN-335、本中）
- 宅配トラブルにご注意! 服の上からでもわかる人妻の大きなお尻に我慢できなくなり、連日生挿入して中出しした悪徳運送屋 小花のん（4月18日、MRHP-019、ミセスの素顔/エマニエル）
- 女上司4人の湿ったパンストとアナルの匂いをかがされギン勃起してしまい、 ブラック企業の社畜としてセクハラ密着フォーメーションで中出し残業させられています。 弥生みづき 小花のん 田中ねね 百永さりな（4月18日、MIRD-226、MOODYZ）
- 汚辱セレブレーションいけにえの美人令嬢 のん (21歳)（4月20日、AEGE-005、AEGEAN）
- 累計6万DL越え!! 究極の逆3Pハーレム同人を全編丸ごと忠実実写化!! 原作:サークルしまぱん 巨乳が2人いないと勃起しない夫のために友達を連れてきた妻 おまけの職場コスFUCKエピソードも特別追加!! 逢見リカ 小花のん（4月25日、URE-093、マドンナ）
- 兄の巨根を溺愛! 無防備が過ぎる妹の過激誘惑! 全裸よりSKBな透明バニー痴女のベロキス杭打ち騎乗位 小花のん（4月25日、MADV-532、クリスタル映像）
- 不倫に夢中な妻を倦怠期のオレ（夫）が唾液ダラダラ濃厚ねっちょりベロキスSEXでもう一度… 中出ししてヤルッ! 小花のん（5月2日、MIAA-833、MOODYZ）
- 色気ムンムン女上司に仕組まれた相部屋マラ喰い逆NTR 朝までムチ乳デカ尻中出しプレスで10発ヌカれたボク… 小花のん（5月2日、WAAA-242、ワンズファクトリー）
- 夢のハーレム一夫多妻 金は無いけど爆乳と愛に溢れた子作り生活 松本菜奈実 小花のん 花柳杏奈 弥生みづき（5月2日、MIRD-224、MOODYZ）
- 乳・まるだし子ちゃんとプチ露出まったりタイム 神乳インマイハウス（5月2日、COGM-046、こぐま/妄想族）
- 追撃の達人 一回の射精で終わると思ったら大間違いなんだから… 小花のん（5月9日、MADV-533、クリスタル映像）
- あなたのチ●ポ洗います。8 素人アルバイト8人（5月9日、KAGP-278、かぐや姫Pt/妄想族）
- えっ! お姉さんとヤリたいの!!?  両親の不在中チ○ポビンビンでお願いしてくる絶倫早漏弟の挑発を真に受けた巨乳お姉さん 中出ししてないフリして暴走ピストン 小花のん（5月16日、HMN-383、本中）
- 隣の巨乳女をぶち犯したい!!! ～盗聴、覗き、「彼氏とエロいことしやがって!」～ 小花のん（5月16日、KSJK-012、ドグマ）

| 素人娘の全裸図鑑 30  今時の女の子12名が恥らいながら脱衣していく様子をじっくり撮影した、変態紳士のためのヘアヌードコレクション（5月16日、KAGP-279、かぐや姫Pt/妄想族）
- M男専用密着ささやき淫語で何度もヌカれちゃう無制限射精ソープ 小花のん（5月23日、CJOD-381、痴女ヘブン）
- 『おばさんだけど嫌じゃなければ私で童貞卒業する? 失敗なんか気にしないで… 私の体、好きにしていいよ…』 童貞で悩んでいるボクが巨乳義母の体で失敗しまくり中出ししまくりSEXで童貞卒業! 突然出来た義理のは母は若くて綺麗! そして超優しくて超巨乳! 友達がみな童貞を卒業してボクだけが童貞…と悩んでいたら優しく相談に乗ってくれて童貞卒業させてくれた!（5月23日、HUNTB-558、Hunter）
- 衝撃の顔舐め ぐちょぐちょベロで唾液まみれ! フルボッキ!!（5月23日、DOA-042、ブラックドッグ/妄想族）
- 南麻布某高級メンズエステ盗撮 交渉不要マルチアングル中出し基盤4名（5月30日、NPJB-095、ナンパJAPAN）
- 学生時代の恋人と偶然の再会―。 失われた時間を取り戻すように不倫セックスに溺れていく愛人堕ちレズビアン 小花のん 末広純（6月13日、BBAN-428、ビビアン）
- 【脳イキしてみる?】 小悪魔淫語で脳と金玉がトロける最高のオナサポASMR 小花のん（6月22日、MTALL-065、Materiall）
- 真夜中に夫の帰りを待つ兄嫁の寂しさを精子で埋める中出し性交。 小花のん（6月27日、ROYD-130、ROYAL）
- ノーハンドフェラは奴隷の証! 8  手を使わずにフェラチオする10人の素人娘（6月27日、KAGP-282、かぐや姫Pt/妄想族）
- セクハラママさんバレー! 6 ハイレグブルマ姿の人妻11人が挑む過酷なエロトレーニング（6月27日、KAGP-283、かぐや姫Pt/妄想族）
- 『えっまだするの? 何回、私の中に出すつもり? もう無理! イキ過ぎて頭おかしくなっちゃう!』 童貞絶倫少年が義姉を追いかけまわして超絶高速ピストンで勃起しなくなるまで何度も中出し! 2（6月27日、HUNTB-592、Hunter）
- 女スパイ緊縛拷問 捕えられ縛られ嬲られる巨乳の虜…（7月1日、KUD-024、九龍）
- 綺麗好きの彼女の部屋で初キスするつもりが悪臭漂うゴミ部屋野郎に中出しされまくってズタボロに汚された 小花のん（7月4日、MKON-089、かぐや姫Pt/妄想族）
- 美脚キャビンアテンダントだけを狙う大手航空会社専門 追撃ピストンマッサージ 4（7月4日、CLUB-812、変態紳士倶楽部）
- クンニしてくれない旦那とは中出ししないけど… クンニでイカせてくれるアナタには中出しされたい。小花のん（7月6日、MOON-007、YONAKA）
- ラブホSEXってサイコーー!! ぷるモチ爆乳J●が童貞教師をイカせまくるおっぱい女子会ハーレム 乙アリス 小花のん 小梅えな（7月11日、MKMP-516、Million）
- 【個撮】どこでもフェラ 12 11人（7月11日、KAGN-014、かぐや姫Pt/妄想族）
- ハーレムは彼女の匂い 汗と性の匂いが充満する世界。原作 鳳まひろ シリーズ累計10万部超えの人気作実写版! 小花のん 美園和花 姫咲はな（7月18日、MIMK-129、MOODYZ）
- 素人娘の全裸図鑑 31  今時の女の子12名が恥らいながら脱衣していく様子をじっくり撮影した、変態紳士のためのヘアヌードコレクション（7月18日、KAGP-284、かぐや姫Pt/妄想族）
- 旦那の不在中を狙ってデカ尻人妻の自宅に突撃どっきり!  Tバック奥さん固定バイブDEドミノ倒し 制限時間内に並べてドミノ倒せたら100万円! チャレンジ失敗で即ハメ中出し罰ゲーム!（7月18日、HJMO-612、はじめ企画）
- アナウンサー志望の名門校女子大生限定! 「女子アナはどんな状況下でも原稿を読めるはず!?」 固定バイブ淫語ニュース超過激リポート 3 イタズラ妨害に屈せず原稿読み終えたら100万円! 途中で断念したら即ハメ中出し罰ゲーム!（7月18日、HJMO-613、はじめ企画）
- うちの息子は性欲モンスター 色白巨乳のママ友に何度射精しても収まらない勃起。 小花のん（7月25日、DASS-184、ダスッ!）
- おっぱいで童貞をヤル気にさせてご褒美筆おろししちゃう巨乳ビッチ家庭教師 小花のん（7月25日、ROYD-133、ROYAL）
- おマ●コとアナルがハッキリ見える 5  素人娘の超接写オナニー 11人（7月25日、KAGP-285、かぐや姫Pt/妄想族）
- デカパイ緊縛強姦（7月28日、WALU-008、ワルハラ）
- 淫絶股縄調教 02 割れ目に食い込む麻縄（8月1日、PHD-042、バミューダ）
- 一流体育大学併設 競泳アスリートばかりを狙うスポーツトレーナー整体治療院 15（8月1日、CLUB-811、変態紳士倶楽部）
- パワハラ気質で生理的にぜったい無理な夫の上司に同行した地方出張で悶絶の絶倫巨根で突かれまくった僕の妻が健闘むなしく翌朝までには快楽堕ちしてしまった……的な話です 小花のん（8月8日、NGOD-193、JET映像）
- 角オナニー 擦り付けたら止まらない  7  11人（8月8日、KAGP-286、かぐや姫Pt/妄想族）
- マスク女子の卑猥なフェラチオ素人娘 4  11人（8月8日、KAGP-288、かぐや姫Pt/妄想族）
- いっぱい甘あまになってね? ママ代わりの授乳で本気とろぬちゃおっぱいちゅーちゅー全開バブみお姉さん 小花のん（8月22日、DASS-213、ダスッ!）
- あなたのチ●ポ洗います。9 素人アルバイト 8人（8月22日、KAGP-287、かぐや姫Pt/妄想族）
- 長期出張で離れ離れになるエッチ大好き彼女と誓い合った3ヶ月の禁欲 待ち焦がれた再会直後のSEX中毒になるほど没入した人生で最高に気持ちよかった絶倫無双中出しSEX 小花のん（9月5日、CAWD-575、kawaii*）
- 文京区にある女教師が通う整体セラピー治療院 37（9月5日、CLUB-816、変態紳士倶楽部）
- 超密着ドキュメンタリー 20代半ばの再就職活動 小花のん（9月12日、REAL-831、REAL）
- 「お客さんに服、盗まれちゃった…」 ホテルに派遣したエステ嬢からまさかのおっぱい丸出しSOS!! 助けに行ったスタッフが童貞だと分かったエステ嬢はち●こにオイルを垂らしてエロスイッチON!! デカ乳揺らす騎乗位で奇跡の童貞卒業!!（9月12日、SCOP-819、SCOOP）
- あいふぉ～ん夫婦ハメ撮りジェネレーション（9月15日、WA-511、ロータス）
- めちゃシコ美少女マスターみちきんぐ × MOODYZ初コラボ!! 禁欲部 ～女生徒達に調教性教育実習～ 花柳杏奈 柏木こなつ 小花のん 倉本すみれ（10月3日、MIMK-133、MOODYZ）
- 恋愛巨根NTR 年下君の恋愛相談に乗っていた世話好きな妻がフル勃起のデカチンに快楽堕ちでねとられました… 小花のん（10月10日、NKKD-299、JET映像）
- おま●この形状まるわかり! 薄いパンツの上からマン汁ぬるぬる透けオナニー 10（10月10日、KAGP-291、かぐや姫Pt/妄想族）
- 「姉ちゃんの友達、デリヘルで働いてるよw」 大手会社に内定をもらっているしっかり者の姉の友達が巨乳デリヘルで働いていたので、 大学中退ニートの僕が黙っている代わりにナマ中出し肉便器契約させてもらうことにした。 小花のん（10月17日、HMN-462、本中）
- バイト先の先輩コンビにエグい淫語と乳ハラで痴女られるW巨乳ハーレム射精シフト 日下部加奈 小花のん（10月17日、PPPE-150、OPPAI）
- 美人のデカ尻人妻が固定ディルド当てゲーム 利き竿イッポン勝負! 見事当てたら賞金100万円! 外せばその場でデカチン即ハメ! ディルドでイッた直後の敏感マ●コに旦那より大きいチ●ポでハメられイキまくった奥様は中出しも拒めないのか!? vol.6（10月31日、HJMO-621、はじめ企画）
- 絶倫おじさん限定パパ活! タダマン巨乳女子大生たちに朝まで挟み犯される逆3P中出しハーレム 明日見未来 小花のん（11月7日、CAWD-594、kawaii*）
- REC. 寝取らせ肉便器化ドキュメント ≪実録個撮の問題作≫ 中出し（7）連発!? SEX依存症:のんさん。（11月7日、NNPJ-576、ナンパJAPAN）
- どこでもおしっこ! 素人娘の大放尿33人 スロー再生でじっくり鑑賞できるマニア向け映像 8（11月21日、KAGP-294、かぐや姫Pt/妄想族）
- Madonna 衝撃専属 小花のん 理性を失い没頭する本気のベロキス中出し3本番（12月26日、JUQ-494、マドンナ）
- 悶絶くすぐり地獄 04（12月28日、PHD-047、バミューダ）

- 「絶対に、3cmだけですからね…」 性欲を持て余す絶倫義父に少しの間、挿入を許したらまさかの相性抜群…何度も絶頂を繰り返した私。 小花のん（1月30日、JUQ-528、マドンナ）
- 小花のんスーパーBEST!! 3タイトルフルコンプリート!!ノーカット収録!! 420分（2月13日、NBES-085、JET映像）※単体ベスト
- 気を使って義姉さんの私服を勝手に洗濯したら巨乳おっぱいがこぼれるほど縮んでしまった!! おっぱい丸出しで文句を言う義姉さんだったがその姿で勃起したチ〇ポに気付くと急に優しくなって仲直りSEX!!（2月13日、SCOP-836、SCOOP）
- 【個撮】どこでもフェラ14 11人（2月20日、KAGN-016、かぐや姫Pt/妄想族）
- ヌードモデルNTR 上司と羞恥に溺れた妻の衝撃的浮気映像 小花のん（2月27日、JUQ-553 (DVD)、9JUQ-553 (BD)、マドンナ）
- 首絞め緊縛 全身を貫く苦痛がやがて快楽に変わる…（3月7日、PHD-049、バミューダ）
- DAS1 GIRLS MEMORIES 小花のん PREMIUM BEST（3月12日、DAZD-192、ダスッ!）※単体ベスト
- 究極の人妻羞恥調教コミックが専属・小花のんで再び実写化!! 中華なると原作 義父 ～裕美の昼下がり～（3月26日、URE-105、マドンナ）
- 小花のん PREMIUM SPECIAL BEST 33タイトル8時間（4月9日、RBB-282、ROOKIE）※単体ベスト
- 愛する夫の為に、身代わり週末肉便器。 超絶倫極悪オヤジに、孕むまで何度も中出しされ続けて…。 小花のん（4月23日、JUQ-654、マドンナ）
- 夫よりも義父を愛して…。 小花のん（5月28日、JUQ-679、マドンナ）
- どこでもおしっこ! 素人娘の大放尿28人 スロー再生でじっくり鑑賞できるマニア向け映像 9（6月4日、KAGP-317、かぐや姫Pt/妄想族）
- ストリップ劇場で舞う人妻 小花のん（6月25日、JUQ-732 (DVD)、9JUQ-732 (BD)、マドンナ）
- リゾートプールNTR 専属イイ女 × 大人のビキニ… 背徳感と開放感が交錯するNTRドラマ―。 小花のん（7月23日、JUQ-773 (DVD)、9JUQ-773 (BD)、マドンナ）[23]
- 清楚な私に靡く男より、下品な私に振り向くアナタを犯したいー。 小花のん（8月27日、ACHJ-048、マドンナ）
- 「最愛の妻を寝取らせます。」 夫の歪んだ性癖に 同意した妻の公然中出し不貞 小花のん（9月24日、JUQ-874、マドンナ）
- ママ友に誘われたマッチングアプリで、‘推しの年下’を一緒に甘く飼い慣らす。 小花のん 佐伯紗優梨（10月22日、JUQ-949、マドンナ）
- 【個撮】どこでもフェラ17 11人（11月5日、KAGN-019、かぐや姫Pt/妄想族）
- 野外巨乳緊縛（11月5日、PHD-056、バミューダ）
- 万引き妻二人を脱がしたら物凄い爆乳という神展開で、ボク専用の言いなりＷ乳便器にしてやった。（11月12日、JUQ986、マドンナ）
- 爆乳絶頂ソープ ヌルヌル柔乳でおっぱいマッサージ! 4人の激カワ泡姫（11月26日、DOA-086、ブラックドッグ/妄想族）
- How to学園 観たら【絶対】SEXが上手くなる教科書AV 中イキ編 小花のん（12月10日、HOWX-005、バレマンッ!!/妄想族）※同名の配信作品（BARE-005）のDVD版。
- 「風俗経験なし」と言っていた婚約者が凄テク過ぎて疑心暗鬼にヌカれまくる僕。 小花のん（12月24日、JUR-111、マドンナ）
- 縛り拷問 奴隷市場の宴 巨乳娘12人を監禁飼育 4時間（12月24日、BXX-015、バミューダ/妄想族）
- ヌキなし健全店の裏側で生ハメ中出しを求める発情セラピスト 南麻布某高級メンズエステ盗撮（12月31日、STOL-108、変態紳士倶楽部）

- 小花のん Madonna専属 初総集編 480分（1月14日、JUMS-105、マドンナ）※単体ベスト
- 天使のような顔して下品にM男を喰い漁る発情期の肉感痴女 小花のん（1月28日、ACHJ-058、マドンナ）
- 愛を認めさせたくて妻と絶倫の後輩を2人きりにして3時間… 抜かずの追撃中出し計16発で妻を奪われた僕のNTR話 小花のん（2月25日、JUR-202、マドンナ）
- 彼女へのプロポーズ前夜、「明日からはW不倫になっちゃうね…」と妖艶に笑う幼馴染と中出しセックスに溺れた僕。 小花のん（3月25日、JUR-252、マドンナ）
- おっぱいを揉まれる事が「なんでもない」家族の日常。 小花のん 宮ノ木しゅんか 御子柴美花（4月22日、JUR-293、マドンナ）
- 甘い囁きに流されるまま、僕は大学を留年するまで、人妻との巣篭もりSEXに溺れて…。 小花のん（5月27日、JUR-344、マドンナ）
- 中途の人妻社員が肉便器と化すまで、部署全員で輪姦し続ける温泉旅行。 小花のん（6月24日、JUR-385、マドンナ）
- ようこそ おっぱいの楽園 ― 乳宮城へ! デカパイ美女を助けたら お礼に連れ込まれたのは人妻ハーレム天国!? 巨乳ボインばいん痴女にヤられまくった僕 小花のん 姫咲はな 月野かすみ（7月22日、JUR-416、マドンナ）

### アダルトVR
- タヌキ垂れ目の可愛い後輩OLと突然のゲリラ豪雨で電車が止まってタクシーも長蛇の列で帰宅難民になってしまったので近くにあった簡易宿泊施設で一晩を過ごす事になったボク。おっぱいも大きく可愛くて社内でも人気の彼女には絶対手を出さないと決めていたが… 小花のん（2月8日、URVRSP-155、unfinished）
- 俺に惚れた美巨乳の部下に犯される!! 狂気染みた逆夜這い 小花のん（2月25日、SPIVR-020、SPICY VR）
- 即イキダダ漏れ巨乳ぬるぬる出張エロメイド 小花のん（3月18日、VRKM-573、KMPVR）
- 「あざとい巨乳はお嫌いですか?」 亀頭グリングリンおま●こに押し当ておっぱいムニュムニュ密着誘惑 200％本番できる挿入匂わせ確信犯セラピスト 小花のん（3月29日、KAVR-223、Kawaii*）
- お気に入りのガールズBAR店員が宅飲み出張サービス♡ 小花のん（4月13日、MAXVR-109、MAX-A）
- 目を覚ましたらラブホテル。目の前には昔付き合っていた元カノが…婚約したばかりの僕は帰ろうとするも酔っていて動けない。身体を知り尽くしている元カノに僕は… 小花のん（5月26日、URVRSP-174、unfinished）
- 天井特化アングルVR ～思い出のおっぱい～ 小花のん（6月1日、VRKM-621、KMPVR）
- 童貞喪失から数秒で経験人数増えまくり!! 両親がいない日にお姉ちゃんが部屋で宅飲みしてるのはいいんだけども酔っ払った巨乳のお友達たちがボクの部屋にやってきて…『童貞クンなの?』『童貞クンのおち○ちん見たいなぁ』と誘惑してきて全然、眠れない!! 遂には「ちょっと舐めてもいい?」「ちょっとだけ挿れてもいい?」「私にも挿れて…」と童貞喪失直後すぐ朝まで数珠繋ぎ連続FUCKで一夜にしてヤリチン化!（6月10日、HUNVR-149、Hunter）
- 唾液と手コキのハーモニー しこしこ手コキコンシェルジュ（6月14日、VRKM-666、KMPVR）
- 3年2組 のん (Fカップ) 放課後バイト ～超絶美乳J●降臨! 癒し系な顔してキスだけで濡れる超敏感やりたがり娘! おっぱい爆揺れしながらデカチンに酔いしれまさかの中出し懇願 ～ 苦しんでる顔… もっと私に見せてね（愉悦）～ 小花のん（6月27日、TMAVR-163、TMA）
- 真面目で負けず嫌いな妹の授業中、邪魔をしてくるヤリマン姉のエッチな誘惑に負けた家庭教師のボク… 小花のん 真白みくる（7月21日、HUNVR-157、Hunter）
- 女性向け風俗キャストになって初めてのお客が巨乳美女! 性感マッサージでガチイキする姿にチ○ポ勃ててたらウルウル瞳で本番を懇願されてクビ覚悟の激ピスしまくり生中出し… しても終わらず尿道ザーメン吸い出されパコられ金玉カラッポになるまで追い中出し 小花のん（7月31日、AJVR-160、アリスJAPAN）
- 顔面特化アングルVR ～スタイル抜群な人妻と相性抜群な不倫SEX編～ 小花のん（8月2日、VRKM-677、KMPVR）
- 癒サド巨乳な後輩が脳を溶かす甘～い淫語でアナタを優しくマゾ堕としVR 小花のん（8月6日、PPVR-034、OPPAI）
- 僕は小さな頃から親戚の巨乳お姉ちゃんたちにちんちんを見られていた。久々に遊びに行くと昔のように川の字で寝ることに。思春期を迎えた僕はお姉ちゃんたちに… 小花のん さつき芽衣（8月9日、URVRSP-181、unfinished）
- 同僚と、飲み会後にラブホテル。 カラダの相性ピッタリすぎて童貞のボクが腰振りまくりでイカせまくりハードピストンVR!! 小花のん（8月10日、MDVR-224、MOODYZ）
- モザイクなしのフェラでヌイてね（8月14日、VRKM-720、KMPVR）
- 腋の下を見せてあげるからオナニーしてね（8月26日、VRKM-723、KMPVR）
- 手の平以外でシコられた事はありますか? パーツコキVR（8月31日、VRKM-726、KMPVR）
- ’聖地’渋谷にグランドオープン! 巨乳系ピンサロ「SHIBUYA 10AGE↑」  巨乳好き必見! 【派手】【セクシー】【痴女】イマドキのギャルだけを厳選した最強巨乳専門店! 圧倒的コストパフォーマンスで鬼MAX過激濃厚プレイ! ヌキすぎにはくれぐれもご注意ください (笑)（8月31日、TMAVR-170、TMA）
- KMP20周年記念! KMP風俗アイランドZ ハチャメチャが押し寄せてくる伝説の一日 ～自分の好きな時に好きな場所で、エッチなことが出来る発射無制限の夢の風俗島～ 横宮七海 有岡みう 小花のん 姫咲はな 吉根ゆりあ（9月2日、BIBIVR-086、KMPVR-bibi-）
  - ハチャメチャが押し寄せてくる奇跡の一日 発射無制限の夢の風俗島 伝説のデリヘル編 横宮七海 有岡みう 小花のん 姫咲はな 吉根ゆりあ（6月26日、BIBIVR-156、KMPVR-bibi-）※上記作品の一部を単体リリースしたもの。
- 「おっぱい見せたら学校行ってやるよ」 引きこもりの僕が言ったのを真に受けて、おっぱいぽろり。 「ナマでしたら、学校来てくれるよね」 Fカップ巨乳女教師からマウント返し誘惑中出し 小花のん（9月5日、HNVR-101、本中）
- お節介な義姉のフェラチオ夢精チ●ポお掃除抗えない誘惑に中出し性交 小花のん（9月15日、VRKM-737、KMPVR）
- 催眠銭湯 女湯に忍び込み片っ端からマインドコントロール中出し洗脳 完全肉便器ハーレム 小花のん 三尾めぐ 田中ねね 夏川うみ（10月7日、NHVR-191、ナチュラルハイ）
- べろはモザイクがかからない性器（10月9日、VRKM-760、KMPVR）
- 足裏特化VR（10月21日、VRKM-748、KMPVR）
- オナニーの声がうるさすぎる隣室の女子大生がAVを大音量で見る僕にクレームをつけに来たので録音したオナボイス聞かせて黙らせ返り討ち中出し4発キメてちょうどチャラ 小花のん（10月31日、AJVR-169、アリスJAPAN）
- ゼロ距離性交 キスと吐息と鼓動の音しか聞こえない 愛するカノジョと何もない休日に朝から晩までSEXだけをした 小花のん（11月16日、PXVR-074、P-BOX VR）
- オナニーの比じゃない!! 桁違いのじゅぽチオ 私のおクチもオマ○コも使っていいからオナニーしないで!! 小花のん（12月27日、VRKM-829、KMPVR）

- 初めての乳首攻め専門風俗（お触り厳禁）であまりの快楽に喘ぎ散らすボクに興奮MAXの嬢が指で、舌で、パウダーで、オイルで延々と限界まで乳首攻めしてきた！（1月13日、HUNVR-182、Hunter）
- ぐうかわ美巨乳バニーガールと快感神経が暴走するほどのゴムなしいちゃパコ! ナマ中出しSEX! 小花のん（1月18日、PXVR-079、P-BOX VR）
- セクシーランジェリー着衣 囁き淫語痴女VR 小花のん 希代あみ（1月20日、MIVR-081、MILU VR）
- 会社の飲み会後、後輩に誘われ彼女の家で飲みなおし…さらに二次会終わりの女上司もやってきて…酔った二人の誘惑にボクはあっさりと理性を手放した 小花のん 百瀬りこ（1月26日、URVRSP-206、unfinished）
- 飲み会後に突然の大雨。雨宿りついでに僕の家に上がり込んだ会社の同僚と…。 小花のん（1月30日、VRKM-837、KMPVR）
- コネで入社してきた社長の愛娘に誘惑されてむにゅパイと唾液に溺れた浮気SEX 小花のん（3月11日、VRKM-891、KMPVR）
- 天使現る… 身体の色んなところを精密的に淫乱ナースがチェックするおち●ぽ検診 小花のん（3月24日、VRKM-908、KMPVR）
- 【至近距離VR】ぐい～～っと近い距離でフェラ顔を堪能できる猫背フェラVR（3月27日、SPIVR-048、SPICY VR）
- ツンデレ上司のベロチュウにもう病みつき… 二人きり、甘やかされて脳までトロける連続中出し残業 小花のん（4月7日、VRKM-934、KMPVR）
- 甘サドな女子大生と一緒にレズレズHで気持ち良くなる絶頂が止まらないスイートな女子会の休日 流川莉央 小花のん（6月15日、URVRSP-241、unfinished）
- ベロ見せ! 顔ナメ! ディープキス! いちゃラブ彼女の濃厚顔面舐め回しVR（9月20日、PXVR-103、P-BOX VR）
- 小花のん COMPLETE BEST -癒しの笑顔と大きなおっぱいに包まれて-（11月1日、VRKM-1173、KMPVR）※単体ベスト
- 顔面舐め回し! オッパイ押し付け! 密着顔騎! 無料コースでここまでするの? 超高級マッサージサロンのフェイシャルエステ!!（11月29日、P-BOX VR）

- 超高画質!!8KVR 小花のんMadonnaVR初登場!! 「お義父さん、絶対に動いちゃダメですからね…」 身動き取れない私は、毎晩息子の嫁にイカされ続けています。（3月22日、JUVR-186、マドンナ）
- 超高画質8KVR 上司に連れてこられた秘境の温泉宿でムッチリスケベの絶倫若女将・のんさんにご奉仕生ハメで歓迎され続けた僕 物凄い性接待で噂の回春旅館 小花のん（12月20日、JUVR-208、マドンナ）

### アダルト配信
- はなちゃん（2月1日、ERK-018、素人ホイホイ）
- 【流出】【デスクの下では淫行中♪ デカパイ就活女子大生がマ○コを弄られながらオンライン面接】『やめてよ… やめてって… (小声)』不採用確定… 面接官と話しながら指やオモチャで彼女のパイパンマ○コにイタズラ⇒まさかのチンポ挿入♪ 就活より快楽優先! 我慢できずに面接をほっぽり出してそのままベッドでハメちゃいましたw【あまちゅあハメREC＃しおり＃23歳＃巨乳就活女子大生】（2月8日、MFCS-005、MOON FORCE）
- はなちゃん 2（3月15日、ERK-022、素人ホイホイ）
- はな（3月18日、STCV-077、素人CLOVER）
- 【爆誕! 業界初の世直しAVッ】 慣れ慣れしいマルチ勧誘女子に、入会するからSEXさせろの企画start! 今回のターゲットは【美爆乳Gカップ鬼カワJD!】 テキト～に胡散臭い話に乗っかってしつこく交渉→ホテルイン! 速攻チ●ポしゃぶらせて嫌がりつつも、男優のテクに抗えずパンツに大きなシミを作っちゃう超敏感BODY!! 興奮マ●コから溢れんばかりの大爆潮! もう完全にコッチのものww契約のことなど全部忘れて無我夢中で何度もイキまくるッ! ：case01 はなちゃん 20歳 怪しい健康食品売り（3月26日、MIUM-807、プレステージプレミアム）
- ＃俺のカノジョ ＃これがこう 見つめて感じるのんの素顔 ～色白美乳はちいかわ繊細ニップル～ 小花のん（4月1日、YMDS-089、桃太郎映像出版）
- のん（4月1日、OPCYN-265、おっぱいちゃん）
- 【初撮り】【S級美女】【スタイル抜群】均整のとれた美顔 × 黄金比ボディを持つ神ってるOLさんを発掘。彼氏との不完全燃焼SEXで欲求不満に陥っているカラダは、未知の快楽を求めて躍動していき.. ネットでAV応募→AV体験撮影 1792 のん 21歳 事務職（4月2日、SIRO-4841、シロウトTV）
- 【寝取り好き美女の誘惑エロボディー】【給料明細 #04】別れさせのエキスパートに完全密着!! まじでエロい極上おっぱい&ぷりぷり桃尻!! あざと可愛い小悪魔女子が超接近色仕掛け～からの甘々いちゃらぶセックス!!（4月22日、SUKE-117、SUKEKIYO）
- ラグジュTV 1551 丘希美 27歳 フラワーデザイナー  『3年くらいしてなくて…』明朗でスタイル抜群なアラサー美女が彼氏とのセックスレスに悩みAV応募! 男が悦ぶツボを押さえたモテ美女が、溜まった欲求を発散するべく濃厚セックスに没頭する!（4月22日、LUXU-1581、ラグジュTV）
- のん（4月26日、HABJ-019、おっぱいちゃんず）
- マジ軟派、初撮。1790 のん 24歳 OL (経理)   【セフレにしたいキレカワ女子】お上品なお姉さんをナンパしたら思った以上に酒豪でノリも良くて… 推定Fカップのおっぱいが揺れる! 一夜限りのSEXを笑顔で楽しむハレンチっぷり!（5月1日、GANA-2690、ナンパTV）
- のん（5月21日、JKPAI-006、しろうとパイパイ）
- 高瀬（5月22日、PEEP-012、素人盗撮倶楽部）
- のん（5月24日、WKAS-019、訳あり素人）
- 【モノすっごい! 色白F乳ウェディングプランナー! ジューンブライド繁忙期で超超欲求不満! 性欲発散ゴックン中出し4連発!】 新郎も惑わす超モテ悪女! ぷにぷにマ○コ&コリコリ乳首を責め倒し→「えぇっ! 止まらない!」中イキ連続スプラッシュ! バイブでオナってしゃぶりアゲる欲情フェラ! 色白ボディ×淫靡ネグリジェ! 性欲尽きるまでハメまくるゴックン中出し4射精! NTR Wedding Hunter【なまハメT☆kTok Report.47】（6月11日、MAAN-787、プレステージプレミアム）
- 【天然H乳中出し】【ぷるんぷるん柔爆乳】【特濃中出し&顔射】【笑顔が可愛いめちゃくちゃイイ子】【国宝級神スタイル】【声優志望】可愛いッ! 可愛いッ! 男を虜にする満面の笑顔! デカいッ! デカ過ぎるッ! 男を狂わす超絶デカパイ! イクッ! イクッ! イキ過ぎる! ぷるんぷるんのH乳を縦横無尽に揺らす国宝級逸材と繋がりましたの巻き! しろうとちゃん #031（6月17日、SGK-091、はめちゃん。）
- 【世界レベルのエロスボディ】エロ動画投稿者にヤリモク取材! チ●コは酒のツマミと豪語する巨乳美女とヤリまくるッ!! 軽い手マンで潮吹き! 顔面騎乗にスパンキングに拘束etcエッチなことをシたい放題! 後先考えず快楽に身を任せ中出し連打の至高のエロ動画爆誕www【PornGirl.1】（6月19日、MAAN-791、プレステージプレミアム）
- N.O（6月21日、HHL-18、素人ホイホイ）
- のん（6月23日、YASB-001、YOASOBIちゃん）
- のんちゃん（6月24日、SGK-091、しろうとちゃん。）
- のんのん（7月2日、TMEN-019、東狂ハメンジャーズ）
- NON（7月7日、STH-027、素人ホイホイSH）
- 大学のマドンナだったゆるふわ巨乳妻を同期の友人に寝取らせてみたら…【のん(26) / 結婚3年目】（7月25日、DDH-095、プレステージプレミアム）
- のん（7月26日、HHSI-019、えちえち素人）
- 【性欲バグで男を片っ端から食い漁り♪理性ぶっ飛び神乳美女】 「エッチしているところ撮っていいから…ホテル行こ♪」 デート中でも脳内はSEXでいっぱい! 欲情を抑えられない極上デカ乳娘と真っ昼間からホテイン生ハメ♪ / 超柔おっぱいを全力堪能! 「やっぱり玩具よりおちんちん♪」 生チンピストンに悦ぶ愛液でグチャグチャ欲しがりパイパンマ○コに精子注入♪/お風呂で立ちハメ絶頂→ベッドでイチャラブ本気SEX! 【しろうとハメ撮り＃のん＃24歳＃もんじゃ焼き屋店員】（8月3日、MFC-205、MOON FORCE）
- のんちゃん（8月10日、ANAN-005、素人あんあん）
- のんちゃん 2（8月10日、ANAN-006、素人あんあん）
- のんちゃん（8月12日、GLP-024、ギャルpay）
- のん（8月19日、BUZ-021、Buzzシロウト）
- 【Gカップ美裸神・隠れドM】 イ●スタにエロい自撮りを載せる、爆乳Gカップの脱毛サロンスタッフ美女をSNSナンパ!! イイ女過ぎる高飛車ガールかと思いきやドM全開でビンタと首絞めを懇願する変態ギャル!! 揺れまくる美爆乳と美しいクビレを堪能しまくるエロコスSEXでイキまくる!!! 【イ●スタやりたガール。】 サクラさん 23歳 脱毛サロンのスタッフ（8月20日、JNT-046、Janet）
- 【痴女いGカップOL】 隠れ爆乳なお姉さんを彼女としてレンタル! 口説き落として本来禁止のエロ行為までヤリまくった一部始終を完全REC!! ドライブ中にムラムラして痴女スイッチが入るどエロいお姉さん!! ホテルで濃密パイズリ&見つめ合いフェラのご奉仕がエロ過ぎる!! しかもゴム拒否で「ナマ気持ちイイぃいっ!!! 一緒にイくぅ!!」とシンクロ絶頂する超イチャイチャ濃厚セックス!! 裸よりエロいコスプレ二回戦もさらなる盛り上がりを見せる!! 「おマ◯コ馬鹿になってるっ!!! やばいっっ!!!!」超必見!!! のんちゃん 24歳 GカップOL（8月21日、MIUM-853、プレステージプレミアム）
- 【配信専用】完全主観!! チ●コを完全に包み込む、Gカップ以上…極上巨乳パイズリ ＃9（10月13日、FCP-118、ふぇちぽいんと）
- のん 2（10月28日、OPCYN-345、おっぱいちゃん）
- のんchan（11月1日、SROM-032、素人まっちんぐ）
- <男を狂わす超美裸体> 仕草がいちいちツボに刺さるどこまでも男を沼らせる系な奥様は、人のモノが欲しくなってしまう NTR 上等の肉食妻だった!? インタビューと称して入店した居酒屋で、隣の席のカップルの男をトイレに連れ出しまさかのフェラ抜き! 清楚な顔してヤリたい放題!! 本能剥き出しでお互いの肉欲をぶつけ合う濃厚セックス!!（11月13日、MAAN-823、プレステージプレミアム）
- 【獅子奮迅の1億ピストン】 余分な前説、ヌルい前戯、一切無し!! イキなりフルスロットルで、Gカップエステティシャンをイカせまくるッ!!! 「セックスで疲れた事ない、無限に出来る」と語る性欲無尽蔵のデカパイ娘をデカチン8本でヤリまくる!!! 容赦無しのガトリング・ピストンの嵐に、Gカップを揺らして痙攣イキしまくる爆裂ファック!! 一条さん 25歳 G乳エステティシャン（12月21日、TEN-047、DIEGO）

- 【スーパー黄金比BODY】 男がグッとくる可愛らしい声とキュートなルックスの持ち主!! さらにスタイルも超抜群!! エロさゆえにエロゲ声優になったという彼女はヤリマンエピソードもてんこ盛り!! そんなノンちゃんの得意技は仕事で鍛え上げた極上の淫語責め! 耳で! 脳で! 身体で感じる至極の責めにまさかの3発射!! & ADを襲うハプニングも!? ＜エロい娘限定ヤリマン数珠つなぎ!! ～あなたよりエロい女性を紹介してください～ 115発目＞ のん 23歳 エロゲ声優（1月4日、MAAN-831、DOC）
- 【神エロBODY × 覚醒性交】【新企画始動】激しく責められたい願望を素直に言えず悶々としているドM美女が登場!! 憧れの東京デートで距離を詰めて、夜景の見えるホテルで濃密SEX!! 勝負下着が映えまくるエロすぎボディー!! 初めての首●め・拘束・スパンキングの快楽に絶頂潮吹き連発!! 中出し & 顔射までキメて、初回からヌキどころ満載!! 【NS TOKYO FUCK 1人目 のぞみ】（2月5日、SUKE-141、SUKEKIYO）
- 性欲旺盛デカパイちゃん《彼氏には秘密… 超人気メンエス嬢のセフレと生パコ浮気ハメ撮り♪》彼氏は優しいけど物足りない! セフレとイチャイチャデート / ヤる気満々♪ 真っ昼間からホテルイン→お酒を飲みながら性交開始♪ 最初はゴム有だったけど途中からはずして生パコ中出し / 一緒にお風呂に入りながら濃厚フェラ & 高速パイズリでたわわな美巨乳に大量射精 / エステ服に着替えてオイルまみれのエロマッサージ♪ 彼氏の事なんか忘れて中出し懇願→膣奥濃厚射精で子宮に上書きマーキング!!【しろうとハメ撮り＃はな＃24歳＃エステティシャン】（2月15日、MFC-232、MOON FORCE）
- 美意識高くてノリ良しなミラクルBODYとぅるりん艶肌美女と成田へ! 開放感からか、酒を水のようにかっこみ濃厚SEXをおねだり! モザなしで見せたいサボり史上No.1に美しいアチアチピンクま○こで搾り取られる大量の精子たち!!：今日、会社サボりませんか? 66 in 錦糸町 のんちゃん 24歳 脱毛エステティシャン（2月19日、MIUM-878、プレステージプレミアム）
- のんさん（3月10日、ORE-920、俺の素人）
- NON（3月17日、CLT-031、Cullet）
- 【新宿】小○さん【メンエス】（3月21日、DAM-022、はめちゃん。）
- 【酒とSEXでとろける上品顔】巨乳丸出しのぴったりニットで大ジョッキゴクゴク!! からの赤ら顔で「いっぱい出して♪」が最高過ぎる!! すんごい美女がすんごいエロけりゃそりゃ何度でもチ●コは蘇る!! つるつるプリプリの艶肌使いホーダイ!! 【VlogDiary #017】 はなちゃん 23歳 受付（3月23日、LOG-017、VLog Diary）
- のん 3（3月25日、SCUTE-1332、S-Cute）
- のん 2（3月30日、SCUTE-1333、S-Cute）
- のん（3月31日、SCUTE-1347、S-Cute）
- How to学園 観たら【絶対】SEXが上手くなる教科書AV 中イキ編 小花のん（4月1日、BARE-005、バレマンッ!!/妄想族）
- 【隙あらばヤリまくりたい美容ライターインフルエンサー登場】【どエロいBODYで男たちを楽しませる美意識もエロ偏差値も高めな高嶺の花】【ヤリモク刺激系!! ボンッ! キュッ! エロに迷いなし!】【乳乳乳、尻尻尻、潮潮潮】【宴でホロ●い生ハメ祭り!! 艶・浴・衣】 のぞみ 23歳 美容ライター（4月1日、MAAN-854、DOC）
- 【あのデカパイ就活生が魔性過ぎるデカパイ社会人になり浮気からの謝罪生パコ旅行♪今回も動画流出第二弾!!】 『浮気してゴメンなさい><』 構ってくれなくて浮気する尻軽彼女と関係修復イチャラブ温泉旅行♪ 浮気相手にTELしながらのおもちゃ攻めで絶頂が止まらない敏感ルーズま○こ… お返しにあざとカワイイ巨乳彼女の猛攻開始で搾られっぱなし濃厚生ハメックス2射精!! 【あまちゅあハメREC＃しおり＃OL】（4月4日、MFCS-064、MOON FORCE）
- はな（4月29日、SRTF-065、素人道）
- 裏垢女子をセ●●ウしてオフパコ撮影【オナホ扱い】 りこ 20歳 大学生（7月9日、URA-001、裏垢）
- 舐めるのが大好きな可愛い女の子のエッチな素顔と授業を追った学園シリーズ第5弾。今回は顔面偏差値の高い学校から編入してきた出席番号048番のんちゃん。男に対して積極的なおてんば気質、いつもニヤニヤしてて、圧倒的なぷるふわおっぱいで男たちを翻弄してきた女の子です。先生として一番大事に思うのはエッチなことに前向きな姿勢です。運転中の男友達に面白そうとフェラしちゃうのんちゃんは学園に入ってもきっと期待に応えてくれるはず!! デカチンフェラあり、中出しあり、の舐めたろか学園の生徒を刮目せよ!! のんちゃん（7月13日、NNG-005、こりゃヌケる!）
- のんちゃん（7月20日、NNG-005、舐めたろか学園）
- のののの（8月12日、NPG-001、ぎがdeれいん）
- Nさん（8月24日、GERK-523、ゲリラ）
- 【超新星! 初回からW神乳回SP!】新企画スタートッから奇跡の遭遇! 嵐を呼ぶ2人のエロ美女たちが登場!! 今回の裏垢美女は【ダブルG乳レべチ美女! スタイル最強SSSクラス！】テラスで昼飲みエロ自慢→興味津々ヤリ基地へGO! キスだけで濡れ濡れ超敏感体質! 自慢の指テクで桃色マ●コから噴くわ、噴くわ大爆潮! この企画でしか見られないッ超豪華! 生パコ祭り! 膣奥オネダリ種付け精子6連発SP!! 【撮影OK #裏垢タダマン FILE01: のん & メアリー】（9月2日、MAAN-900、街角シロウトナンパ）
- のん 4（9月8日、SCUTE-1411、S-Cute）
- のん（10月6日、JAPORN-019、日本エロ党大学）
- のん（10月29日、BUZ-034、Buzzシロウト）
- 【生ハメ騎乗位の天才】 F乳美女が逆ナンパ!! 禁断の寝取りドキュメント!! 大人の魅力で彼女持ちメンズを無邪気に誘惑!! マシンガン淫語と小悪魔パイズリで男の理性を崩壊させる!! 【NTRリバース】 リナちゃん 24歳 脱毛サロンスタッフ（11月26日、MIUM-961、プレステージプレミアム）

- 義姉のん（1月29日、GERK-567、ゲリラ）
- のん（10月25日、TCNB-021、たちんぼ）

- 配信限定 ハメ撮り MADOOOON!!!!　マドンナ専属女優の『リアル』解禁。 小花のん（2月4日、MDON-070、マドンナ）
- はな（6月12日、GDRT-045、ぎがdeれいん）

### イメージDVD / BD
- 乳聖ハイブリッド（5月3日、MMND-204、未満）※「清家紬」名義
- シンシア 小花のん（11月28日、SPRL-087 (DVD)、SPRBD-087 (BD)、Superlative）

- Non 砂浜のリトルフラワー 小花のん（6月1日、REBD-750(DVD)、REBDB-736(BD)、REbecca）
- Non2 海辺のワイルドフラワー 小花のん（9月21日、REBD-778 (DVD)、REBDB-763 (BD)、REbecca）

### 写真集
- のんスタイル 小花のん写真集（2022年11月24日、ジーウォーク、撮影：太田清隆）ISBN 978-4-86717-508-8
- 小花のん写真集 Oui（2024年3月27日、彩文館出版、撮影：柳沢康太）※3000部限定 豪華愛蔵版[24] ISBN 978-4-7756-0673-5

### デジタル写真集
- Petite Fleur 小花のん（3月25日、プレステージ出版、撮影：松田忠雄）※【グラビア写真集】と【ヌード写真集】（映像特典付き）の2種類あり。
- 色白美巨乳 敏感おっぱいフォーカス癒やし系美少女を揉みしだく 小花のん（4月7日、BB動画）
- 一日中イキまくり 種付けプレスで孕むまで中出しSEX 小花のん（9月15日、TEPPAN）
- G PROJECT 10th ANNIVERSARY 大人のおもちゃキャンペーン SPESIAL PHOTO BOOK（9月30日、FANZA BEAUTY COLLECTION）※複数モデルによるデジタル写真集。FANZA限定配信。
- のんちゃんといっしょ vol.1 小花のん FRIDAYデジタル写真集（11月18日、講談社）
- のんちゃんといっしょ vol.2 小花のん オール未公開100カット超完全版 FRIDAYデジタル写真集（11月18日、講談社）
- れいむ 小花のん vol.01～vol.04（12月23日、ジーウォーク、撮影：太田清隆）

- 絶対的スーパーナチュラルポーズブック 小花のん（4月28日、プレステージ出版、撮影：渡辺凌）
- Bitter & Sweet 小花のん（8月18日、プレステージ出版、撮影：ナカヤマトモアキ）※【グラビア写真集】と【ヌード写真集】の2種類あり。
- 小花のん のんの花園 vol.1 FRIDAYデジタル写真集（10月20日、講談社）
- 小花のん のんの花園 vol.2 FRIDAYデジタル写真集（10月20日、講談社）
- 小花のん のんの花園 vol.3 オール未公開100ページ超完全版 FRIDAYデジタル写真集（10月20日、講談社）

- 小花のん 撮り下ろし BEST PREMIUM EXCLUSIVE CUT vol.01（6月7日、プレステージ出版）※プレステージ出版からリリースした写真集『Petite Fleur』と『Bitter & Sweet』の厳選カットと未公開カット、オフショットを収録した作品集。【グラビア写真集】と【ヌード写真集】の2種類あり。
- 絶対的バラエティポーズブック 小花のん（11月29日、プレステージ出版、撮影：渡辺凌）
- 小花のん 滴る甘蜜 vol.1 FRIDAYデジタル写真集（12月6日、講談社）
- 小花のん 滴る甘蜜 vol.2 FRIDAYデジタル写真集（12月6日、講談社）
- 小花のん 滴る甘蜜 vol.3 オール未公開100ページ超完全版 FRIDAYデジタル写真集（12月6日、講談社）

- ABSOLUTE SPORTS POSE 絶対的スポーツポーズ集 小花のん（3月21日、プレステージ出版、撮影：渡辺凌）

## 出演

### ゲーム
- 銀行マンの下剋上～バラ色人生を目指して～（2022年12月6日、AV GAMES、フュージョンプロジェクト）- 経済学教授・小花のん 役[25]
- 社長と美女たちの二重奏（2024年3月6日[26]、CREAM SOFT）- 獅童文 役[27]

### 雑誌
- 月刊ソフト・オン・デマンド 2021年11月号 VOL.26（ソフト・オン・デマンド）- インタビュー
- 月刊FANZA 2022年1月号（ジーオーティー）- インタビュー「HATSUMONO」
- 月刊FANZA 2022年12月号（ジーオーティー）- 「人気女優NOW」

## 製品

### カレンダー
- 小花のん 2023年カレンダー（2022年12月20日、C-more ENTERTAINMENT）
- 小花のん 2024年カレンダー A2サイズ（2024年1月10日、C-more ENTERTAINMENT）

### アダルトグッズ
オナホール
- 神フェラ 小花のん（2023年1月25日、SSI JAPAN）
- 日本の名器 小花のん（2023年6月9日、SSI JAPAN）

ローション
- 日本のローション 小花のん 180ml（2024年12月12日、SSI JAPAN）